# St Mary Magdalene Woolwich

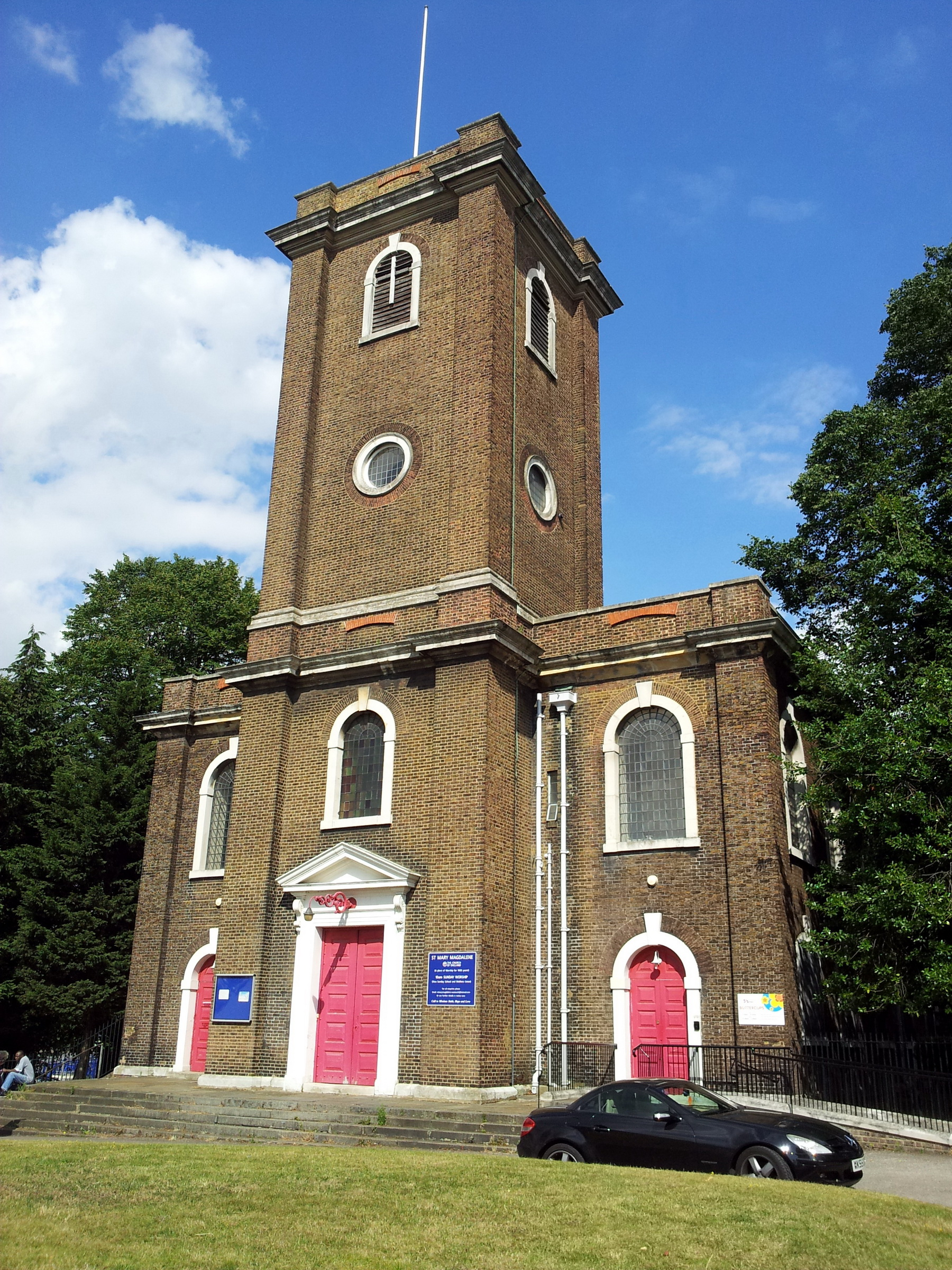
Westfassade

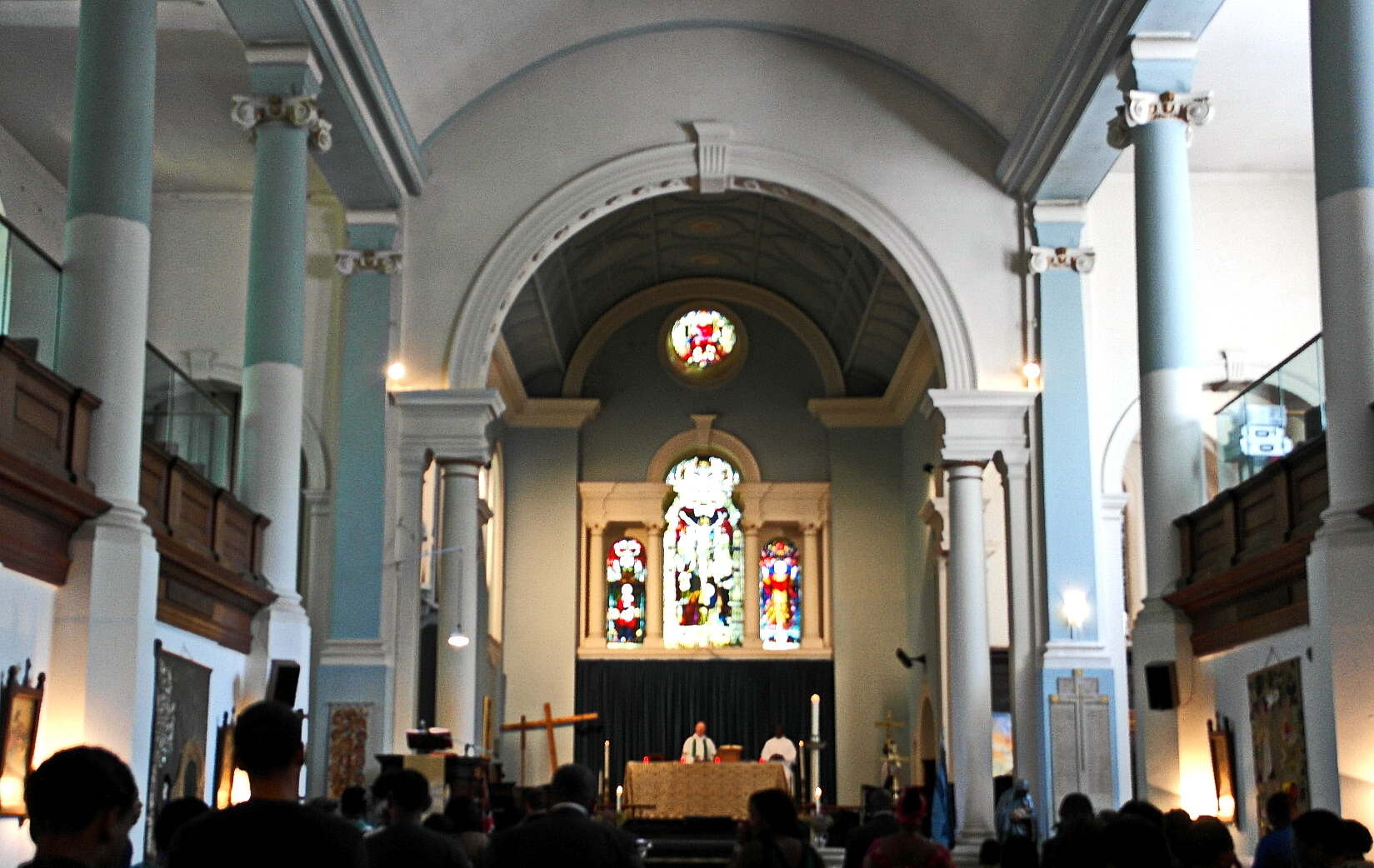
Innenansicht

St Mary Magdalene Woolwich ist eine 1732 bis 1739 erbaute anglikanische Kirche im  Londoner Stadtteil Woolwich.
Die seit 1182 belegte mittelalterliche Pfarrkirche an dieser Stelle war zunächst dem Hl. Laurentius, seit dem 16. Jahrhundert der Hl. Maria Magdalena geweiht. Nach dem Einsturz des Turmhelms wurde die jetzige Kirche mit Unterstützung der Kommission zur Errichtung von Fünfzig Neuen Kirchen 1732 bis 1739 von Matthew Spray, Maurermeister in Deptford, als einfacher Ziegelbau errichtet und am 9. Mai 1740 eingeweiht. 1894 wurde die Kirche um einen neuen Chor im Stil des englischen Palladianismus erweitert. Die um 1960 erfolgte Umgestaltung des Innenraums durch Einbauten auf den Galerien wurde bei der letzten Restaurierung 2008 wieder zurückgenommen.
Die Kirche ist als einfacher kastenförmiger Ziegelbau mit Details und Fenstereinfassungen in Portland-Stein errichtet und besitzt einen eingezogenen Westturm ohne Turmaufsatz. Im Innern ist die Kirche als eine im Mittelschiff mit einer Segmenttonne gedeckte Emporenhalle gestaltet.